# 3,3'-다이아이오도티로닌
3,3'-다이아이오도티로닌(영어: 3,3'-diiodothyronine, 3,3'-T2)은 갑상샘 호르몬의 대사 중간생성물이다. 3,3'-다이아이오도티로닌은 트라이아이오도티로닌의 분해로 생성된다. 특정 질병 상태에서 3,3'-다이아이오도티로닌의 수준이 영향을 받을 수 있다.

## 반응
|  |

## 같이 보기
- 티로닌